# Сваямбунатх

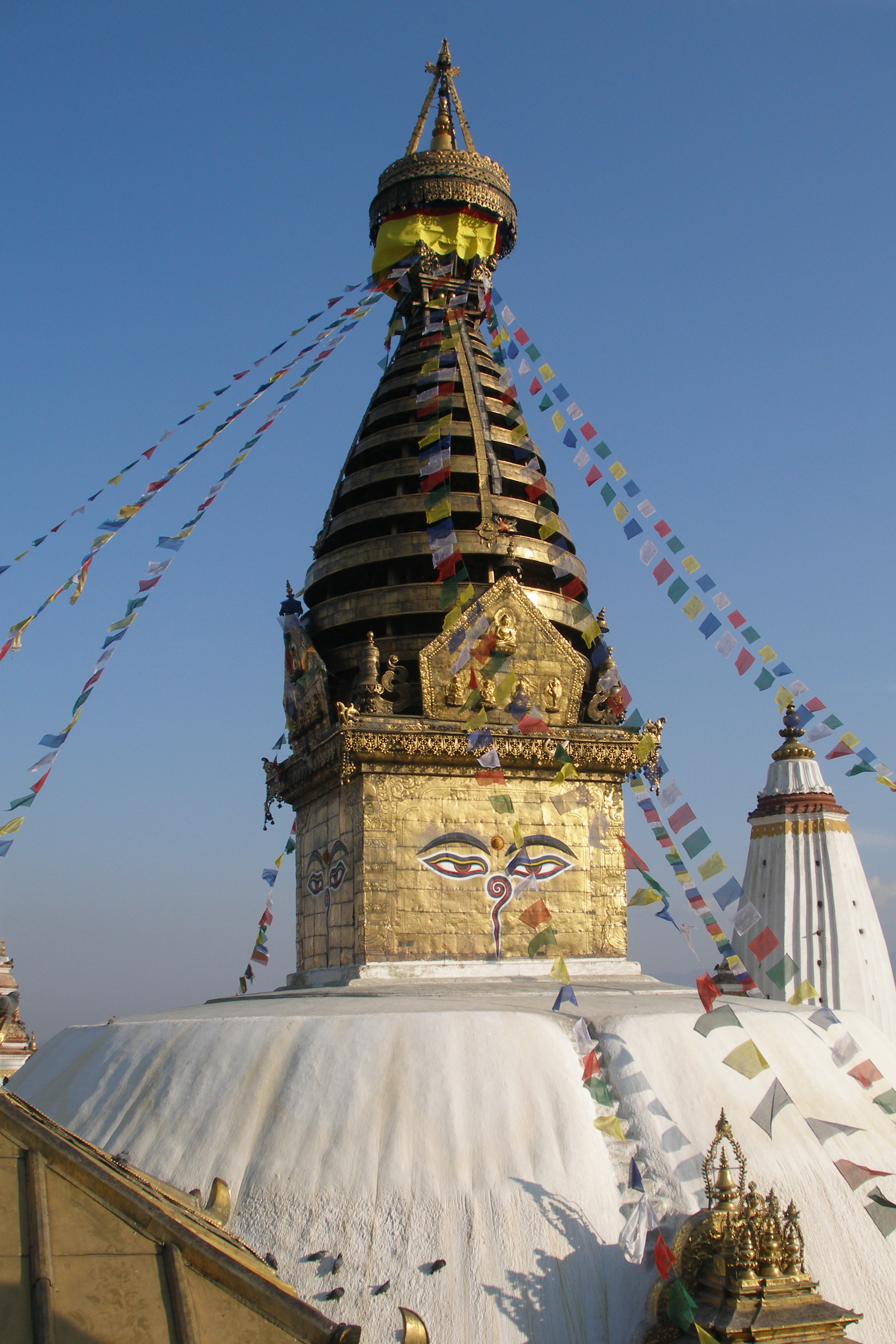
Ступа Сваямбунатх в Непале, украшенная молитвенными флажками

Сваямбунатх — буддийский храмовый центр и селение на окраине Катманду в Непале. Называется также Обезьяний храм. Частично разрушен при землетрясении в Непале 2015 года.

## Описание
В центре комплекса находится большая буддийская ступа, вокруг которой расположено несколько  тибетских монастырей разных школ и направлений и тибетское училище.
Сваямбунатх почитается также индуистами, у которых имеется небольшое святилище около ступы.
Ступа находится на высокой горе в северной части города, чтобы подняться на неё, надо преодолеть 365 ступеней, по числу дней в году.
В храмовой роще на склонах горы обитает большое количество диких обезьян, которых подкармливают паломники и служители храмов.
Стороны ступы смотрят на стороны света с поворотом на 60 градусов. Существует предание, что в давние времена северный полюс повернулся на 60 градусов.

## Галерея

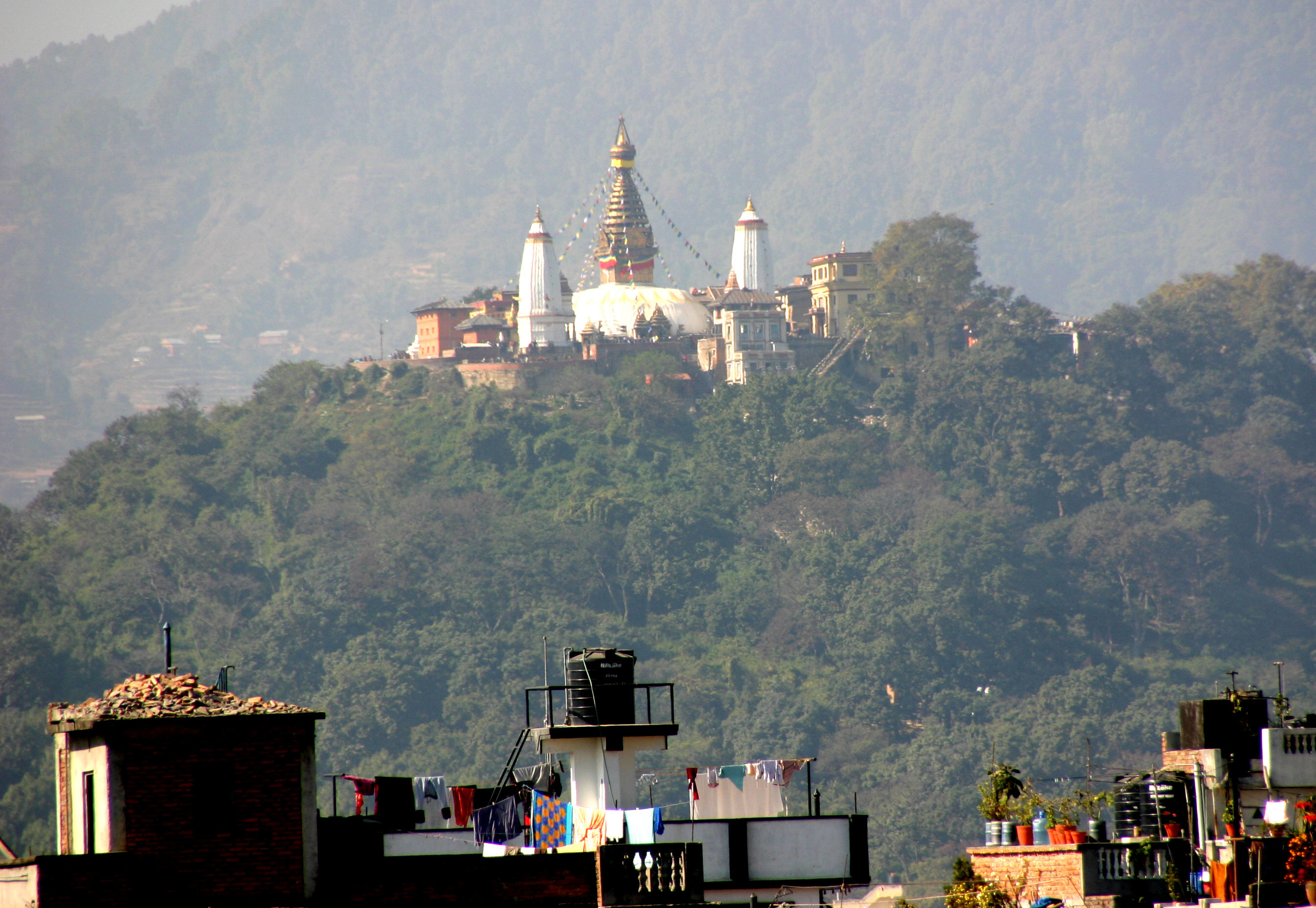
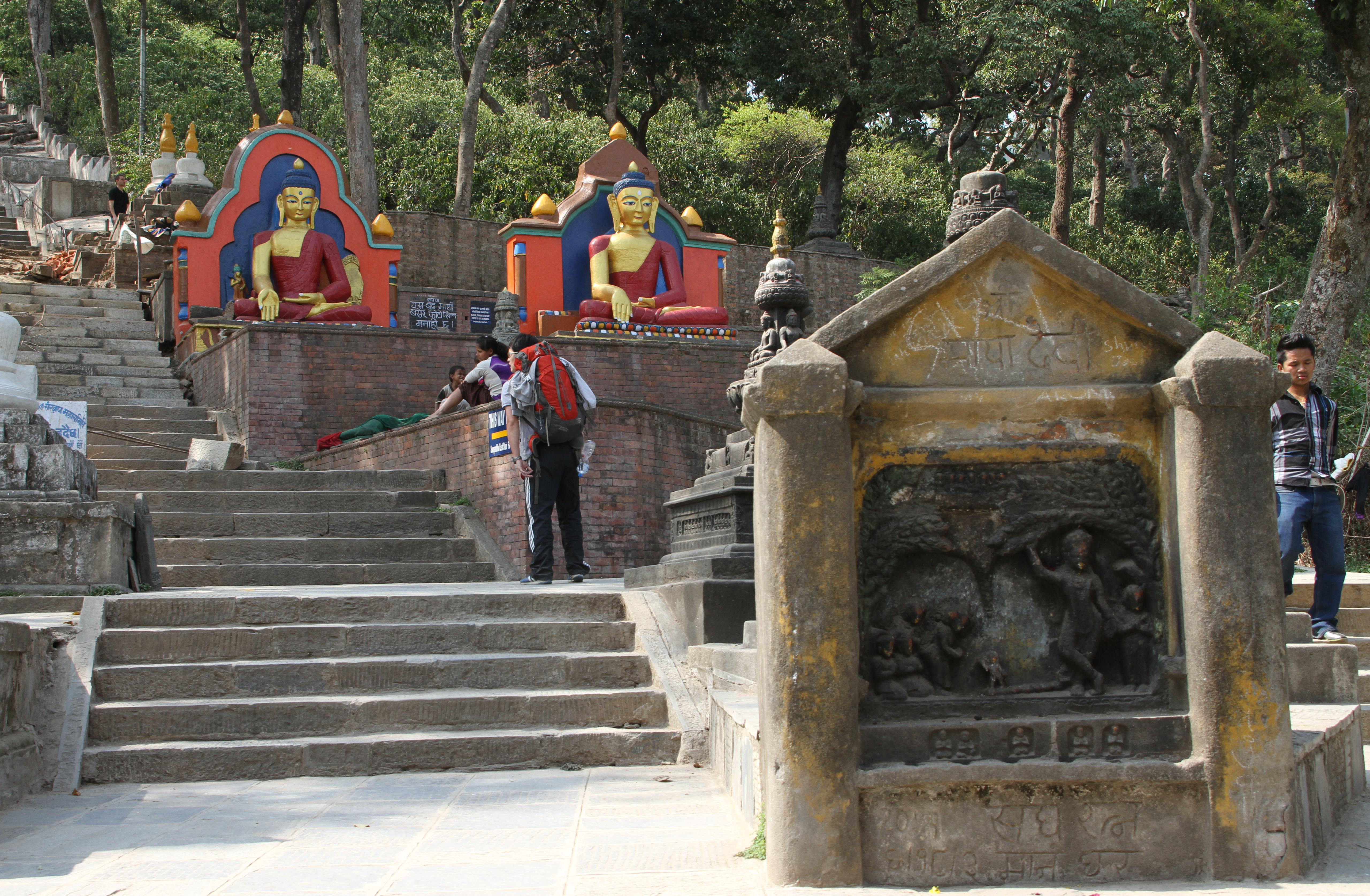
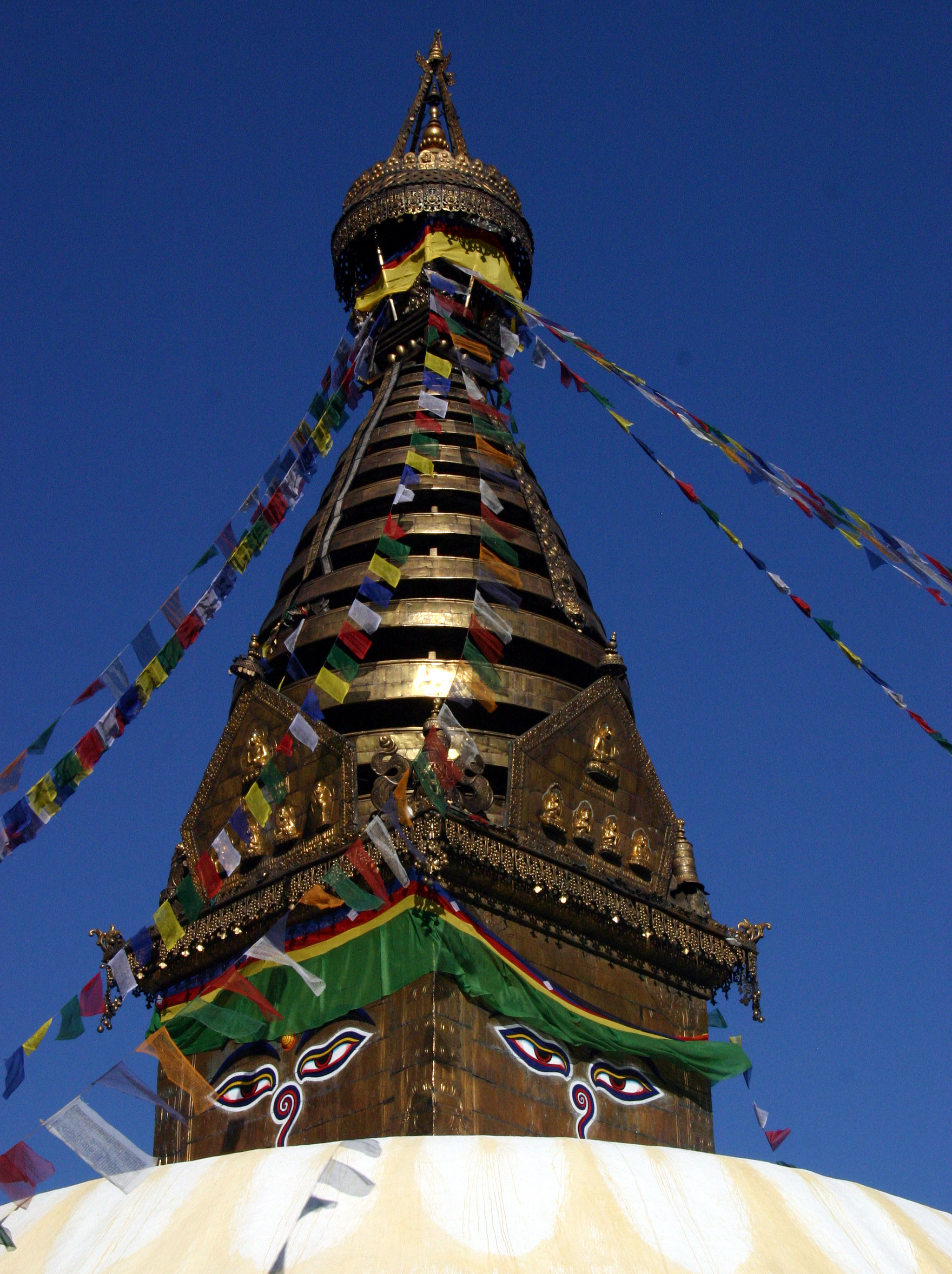
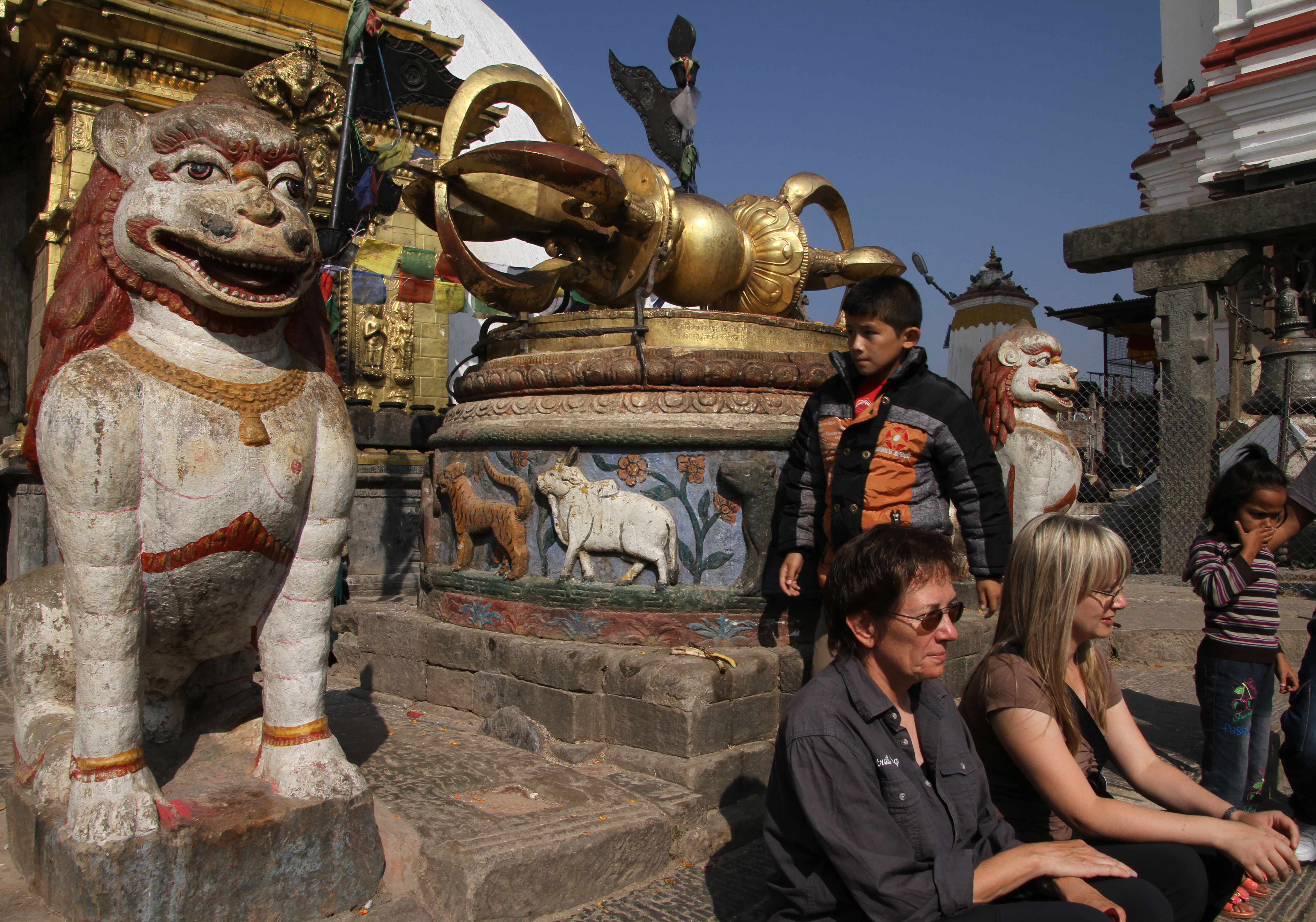
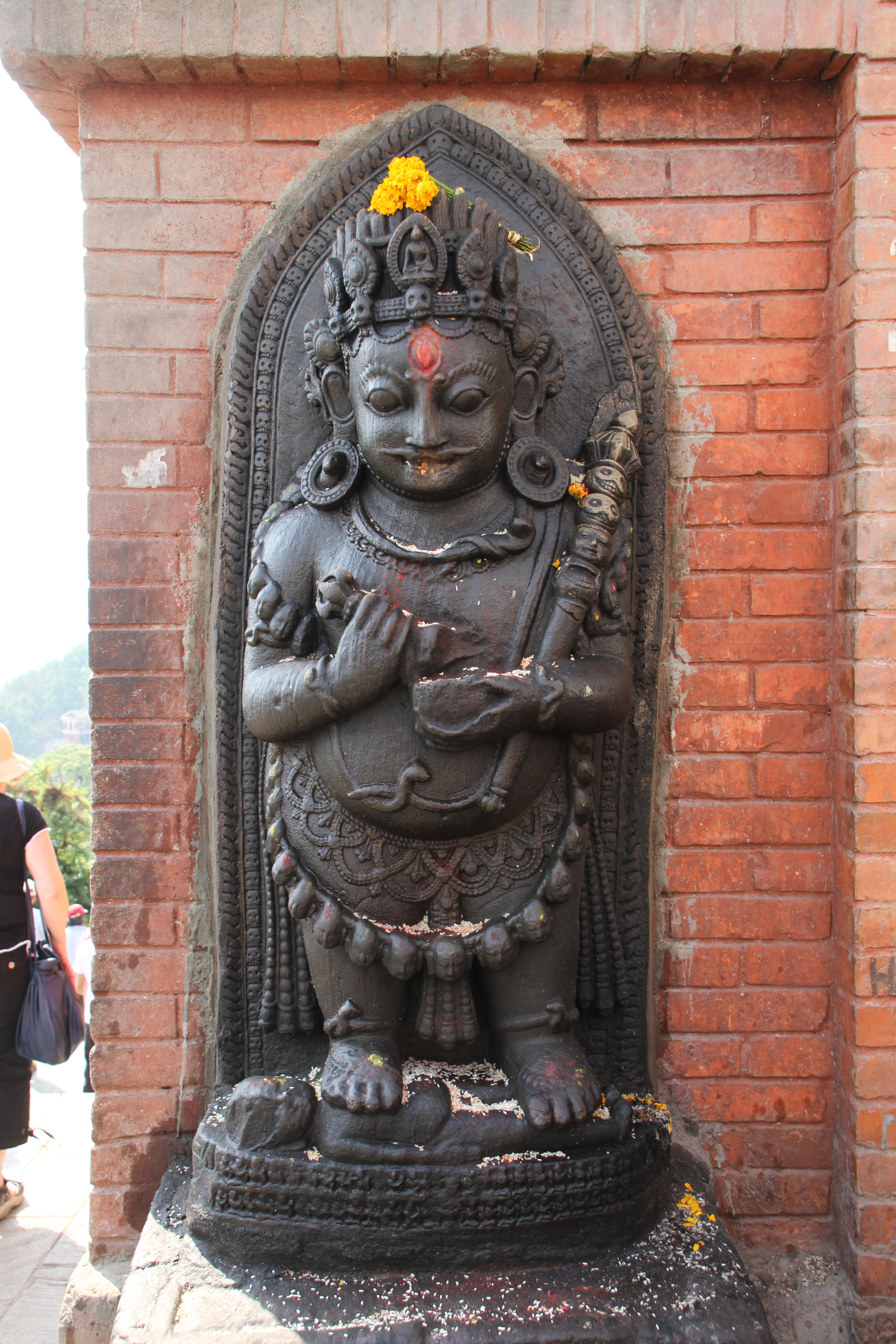
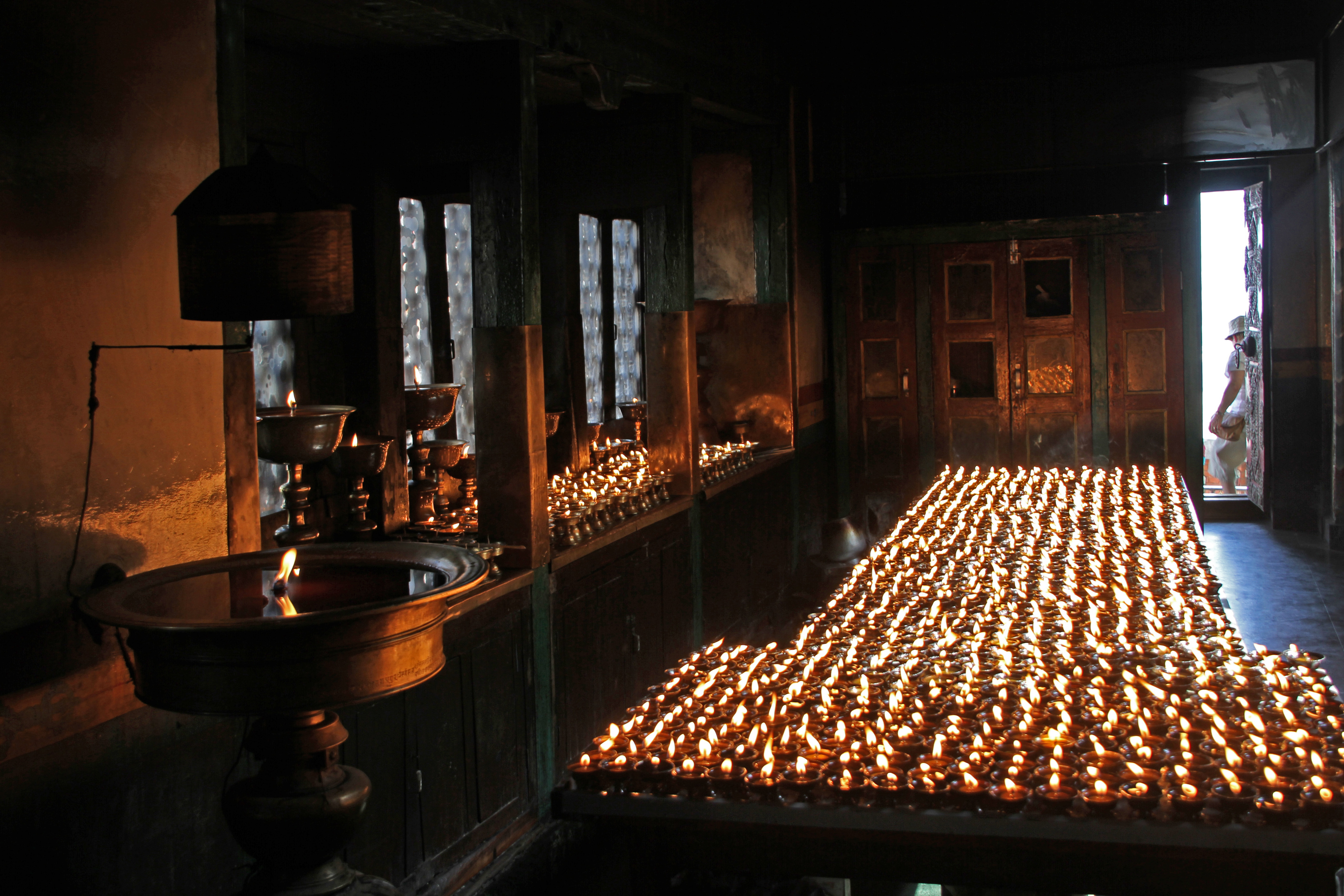
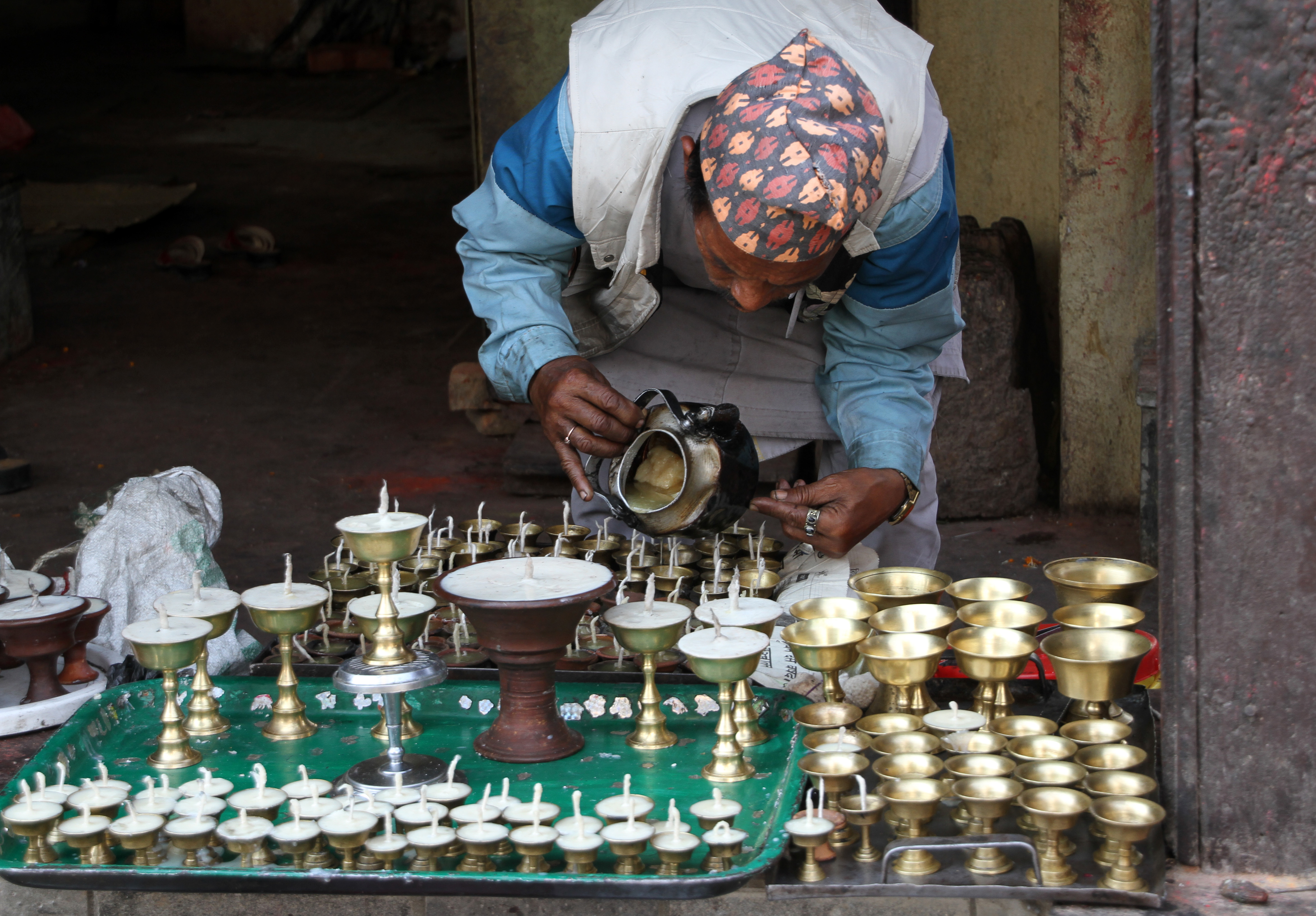
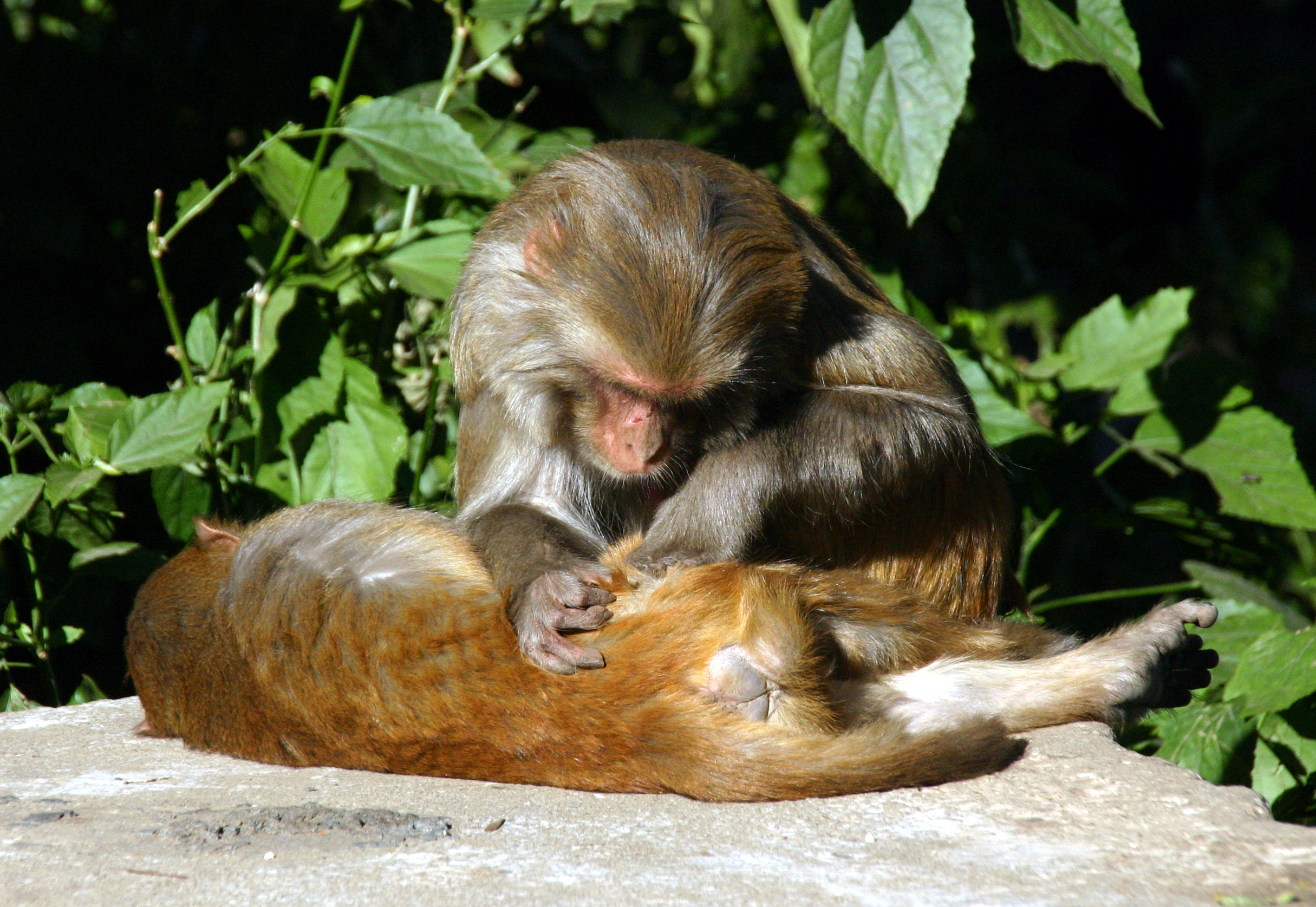
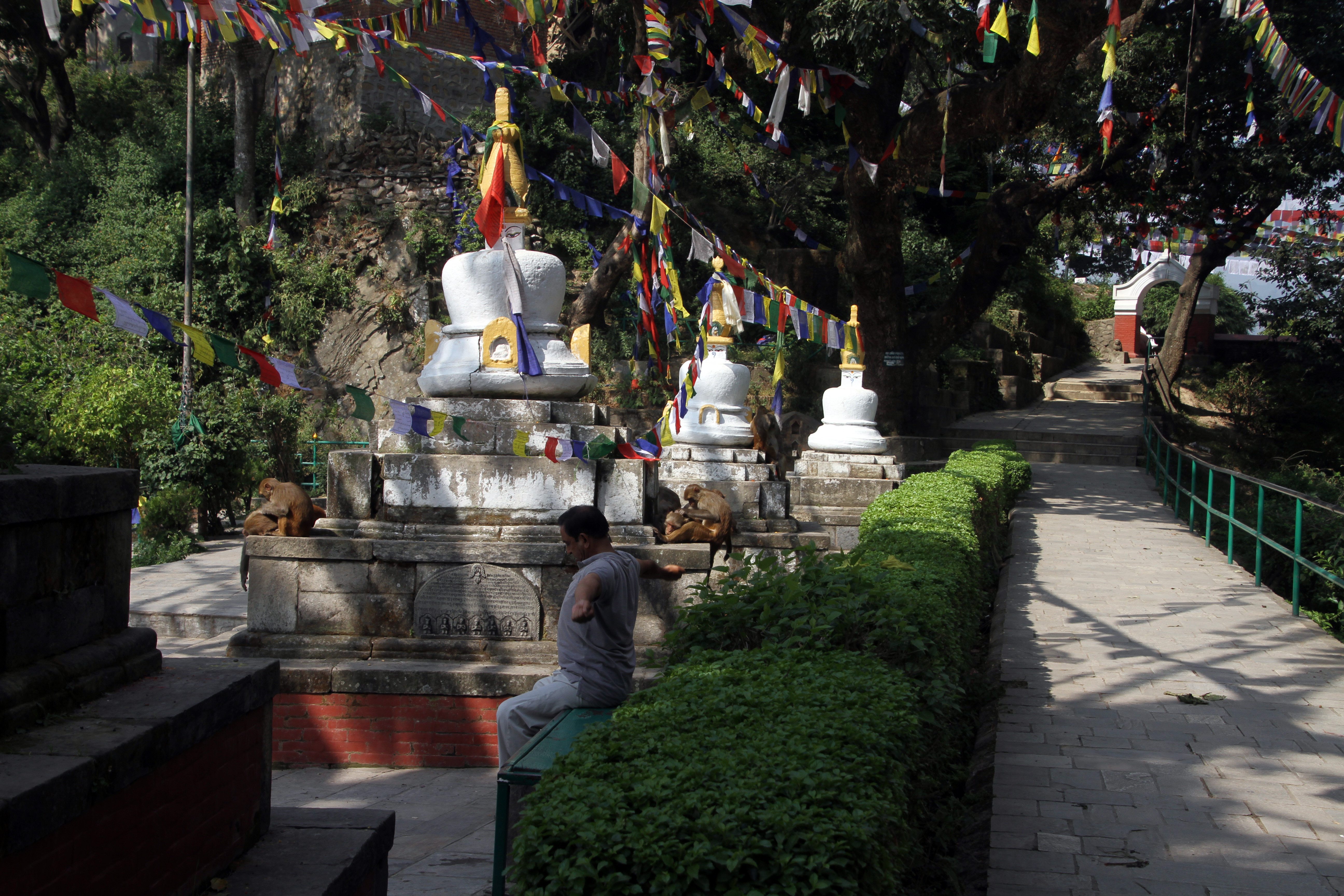
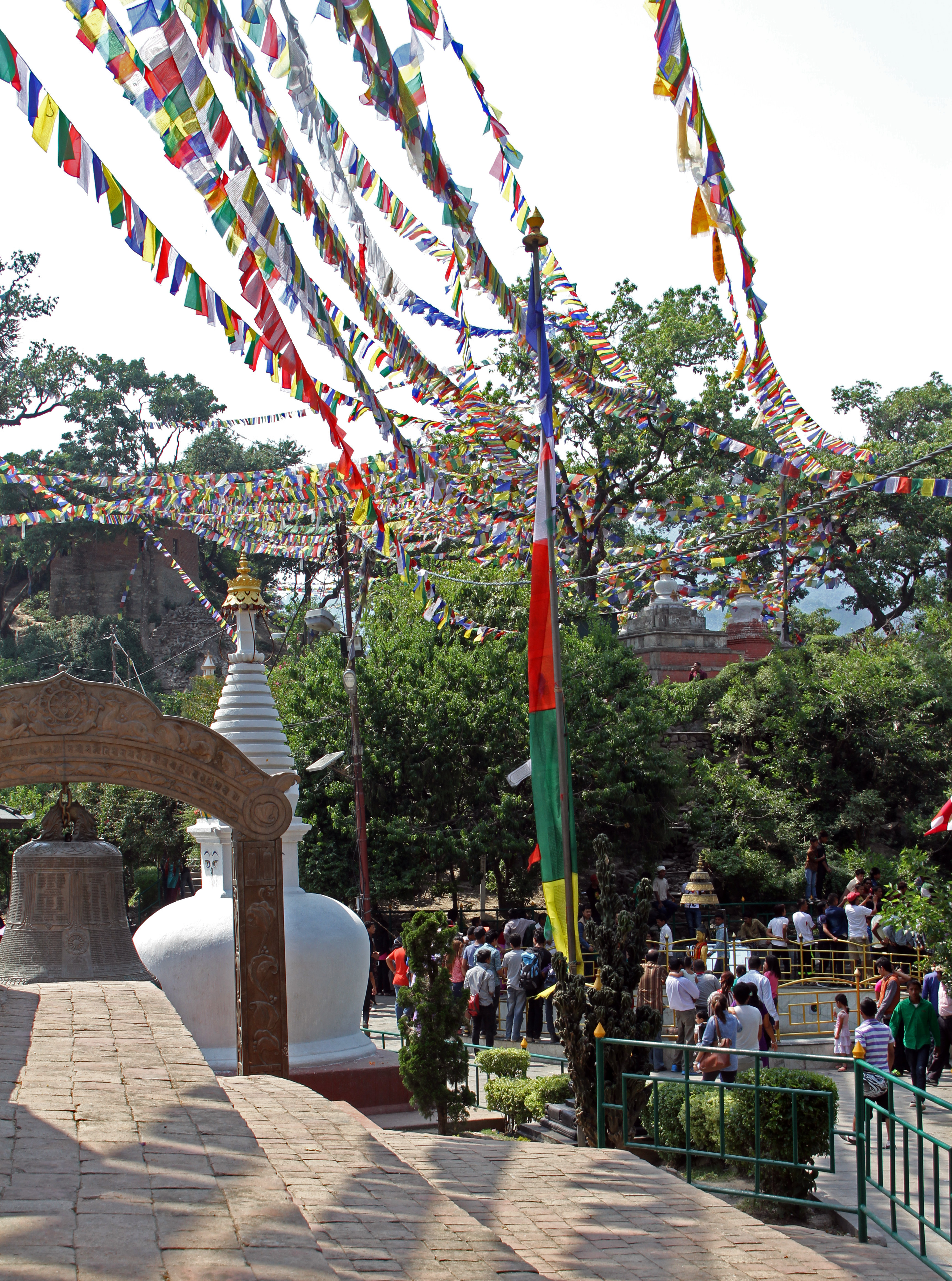
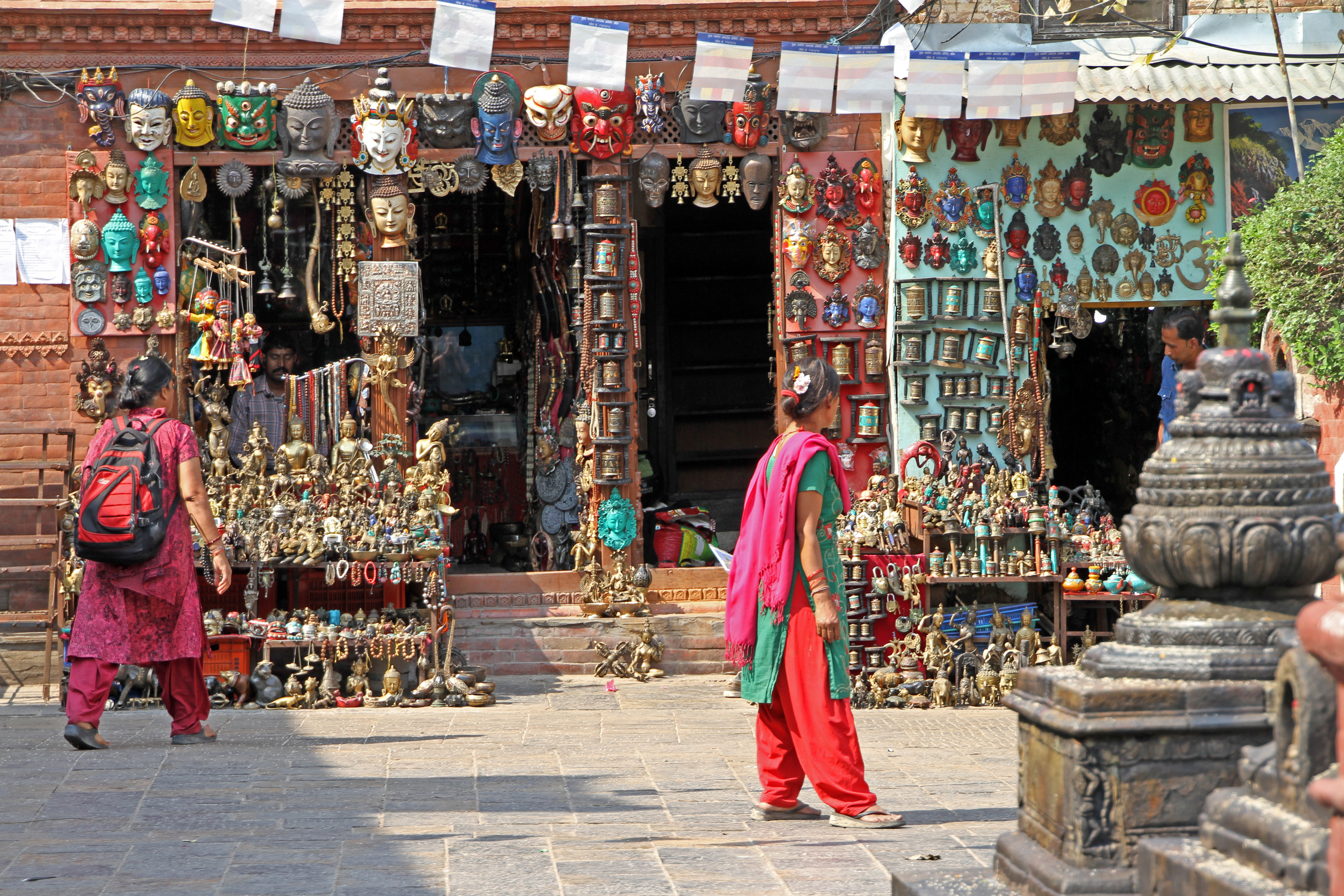
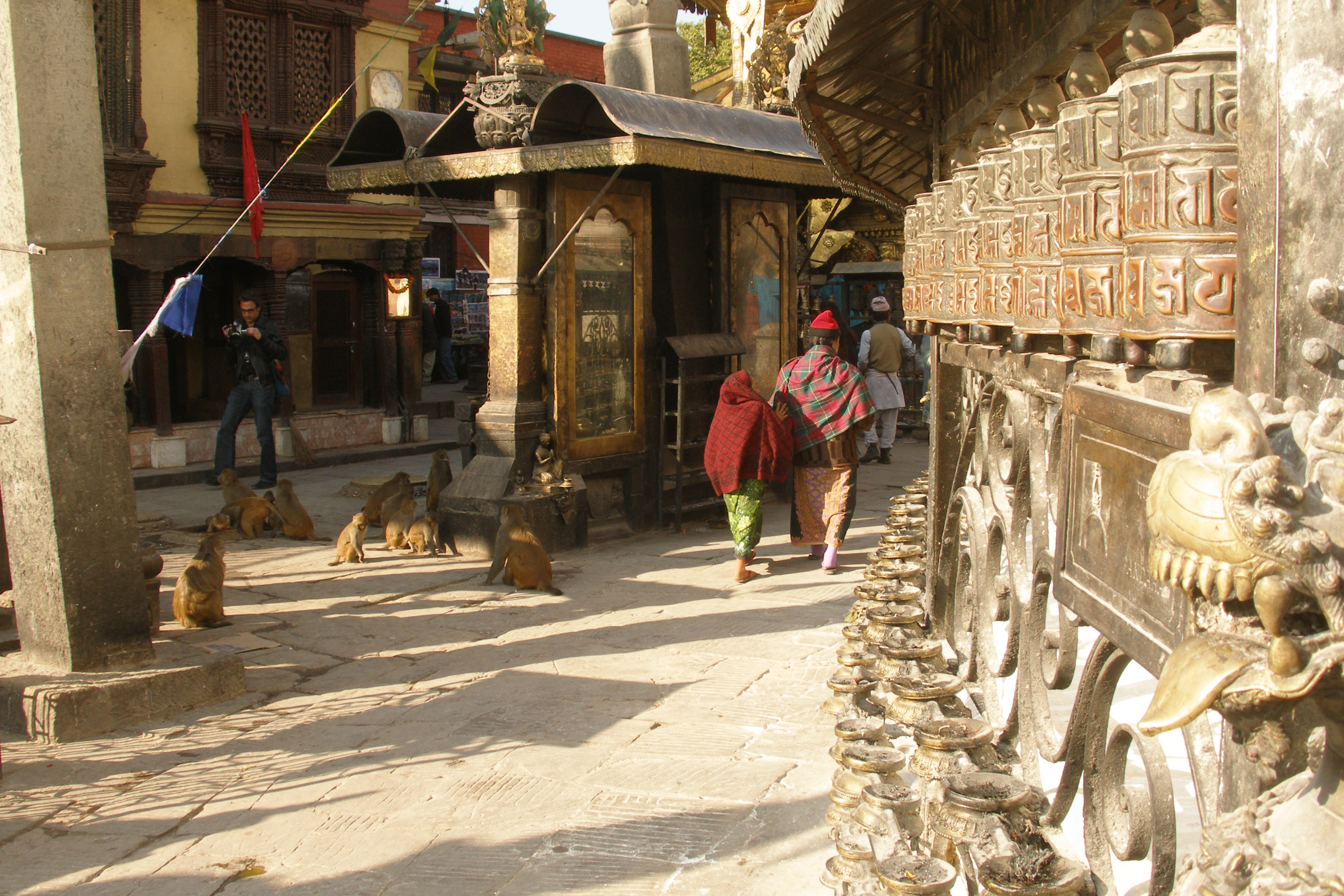
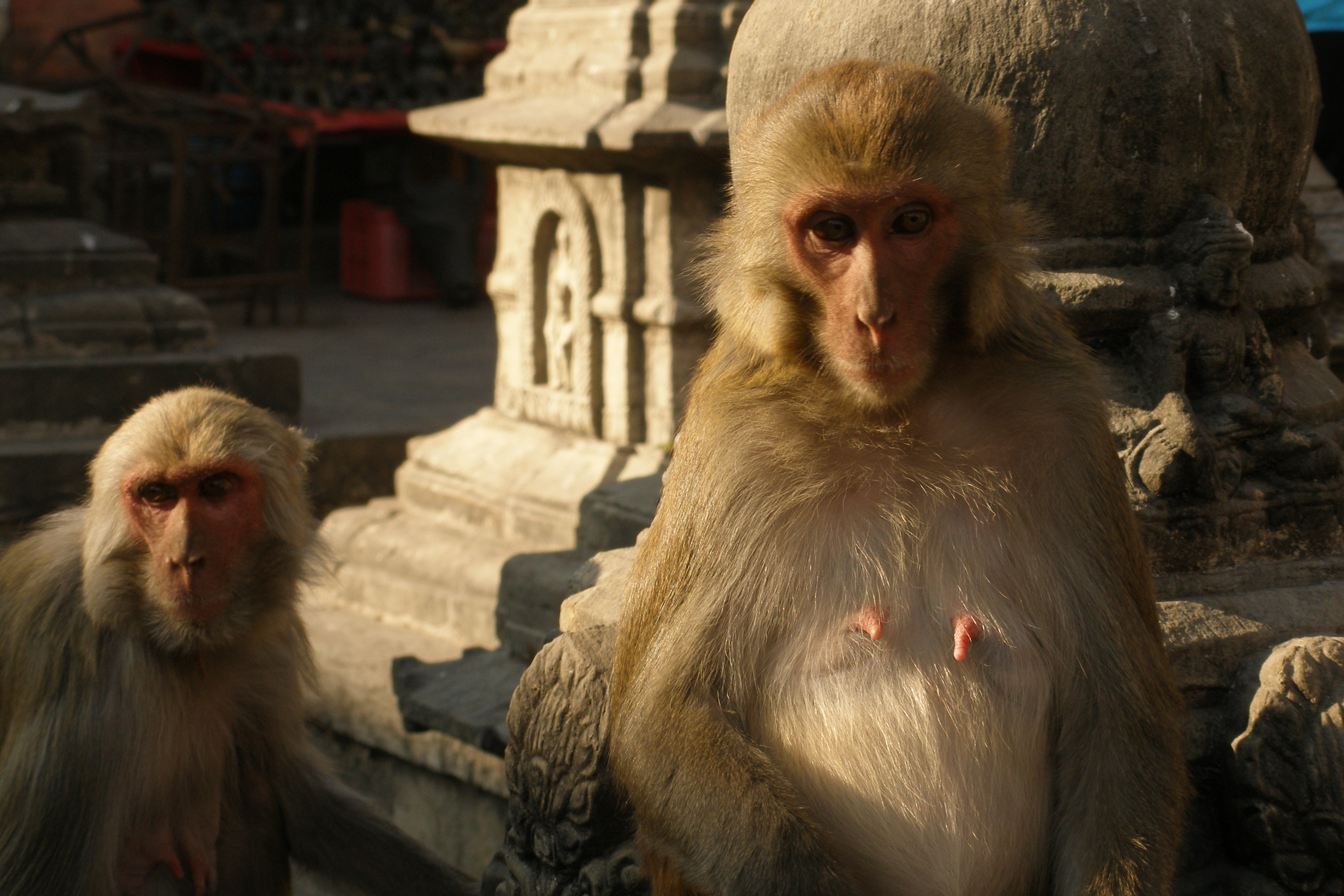